# Eastborough
Eastborough es una ciudad ubicada en el de condado de Sedgwick en el estado estadounidense de Kansas. En el año 2010 tenía una población de 773 habitantes y una densidad poblacional de 773 personas por km².

## Geografía
Eastborough se encuentra ubicada en las coordenadas 37°41′11″N 97°15′32″O / 37.68639, -97.25889 (37.6864752, -97.2588378).

## Demografía
Según la Oficina del Censo en 2000 los ingresos medios por hogar en la localidad eran de $138 564 y los ingresos medios por familia eran $150 635. Los hombres tenían unos ingresos medios de $82,730 frente a los $48 750 para las mujeres. La renta per cápita para la localidad era de $71 101. Alrededor del 5.8% de la población estaban por debajo del umbral de pobreza.